# Chloroclystis heanis
Chloroclystis heanis là một loài bướm đêm trong họ Geometridae.